# Rahamat Riga Mustapha
Riga Mustapha (Accra, Ghana, 10 d'octubre de 1981) és un futbolista neerlandès d'origen africà, que ocupa la posició de davanter. Ha estat internacional amb la selecció sub-21 neerlandesa.

## Trajectòria esportiva
Va iniciar la seua carrera professional als equips neerlandesos del Vitesse Arnhem, una cessió al RBC Roosendaal i a l'Sparta Rotterdam, on va sobresortir en marcar 26 gols en dues temporades.
L'estiu del 2005 marxa a València per jugar amb el Llevant UE. Al seu primer any marca 11 gols, decisius per a l'ascens del seu equip a primera divisió. A la màxima categoria, va ser durant dos anys el màxim golejador del conjunt llevantinista, tot i que el 2008 va retornar a la Segona Divisió.
En juliol del 2008 marxa al futbol anglès de la mà del Bolton Wanderers FC, a la Premier League.